# Tomasz Zdebel
Tomasz Zdebel (Katowice, 25 de maio de 1973) é um ex-futebolista e treinador de futebo polonês que atuava como volante. Atualmente é auxiliar-técnico do time Sub-19 do Bayer Leverkusen.

## Carreira
Formado nas categorias de base do GKS Katowice, Zdebel mudou-se para a Alemanha Ocidental em 1988 para defender os juniores do Fortuna Düsseldorf, e iniciou a carreira profissional no Rot-Weiss Essen em 1990. Defendeu também Köln (alternou entre os times B e principal), Lierse (Bélgica), Gençlerbirliği (Turquia), Bochum (clube onde teve mais destaque, atuando em 162 jogos entre 2003 e 2008) e Bayer Leverkusen (onde também revezou entre os times principal e reserva), se aposentando em 2011 no Alemannia Aachen.
Em 2012 tornou-se coordenador das categorias de base do Bergisch Gladbach, assumindo o comando do time principal em 2015, deixando o cargo em 2017. Em novembro de 2018 foi anunciado como novo técnico do TV Herkenrath 09, mas ficou apenas 2 meses na equipe.
Voltou ao Bayer Leverkusen em julho de 2019, atuando como técnico do time Sub-17, e desde março de 2022 exerce a função de auxiliar-técnico na equipe Sub-19.

## Seleção Polonesa
Convocado para a Seleção Polonesa desde 2000, Zdebel não foi convocado para a Copa de 2002 devido a uma hérnia de disco. A última de suas 14 partidas pelo selecionado foi em setembro de 2003, entrando no lugar de Mirosław Szymkowiak na vitória por 2 a 0 sobre a Let^pnia, pelas eliminatórias da Eurocopa de 2004.

## Títulos
Lierse
- Copa da Bélgica: 1998–99
- Supercopa da Bélgica: 1997[10], 1999

Gençlerbirliği
- Copa da Turquia: 2000–01